# کانتون اونا-سانا
استان اونا-سانا (به لاتین: Una-Sana Canton) یک استان در بوسنی و هرزگوین است که در فدراسیون بوسنی و هرزگوین واقع شده‌است.